# Estación del Norte (Burgos)
Burgos-Avenida, también conocida coloquialmente como la estación del Norte, fue una estación de ferrocarril que existió en la ciudad española de Burgos, en Castilla y León. Las instalaciones se encontraban situadas al sur del casco urbano, constituyendo un importante complejo ferroviario.
Construida originalmente por la compañía de los Caminos de Hierro del Norte de España, fue inaugurada en 1902. Durante varias décadas la Burgos-Avenida constituyó un importante nudo ferroviario, donde se bifurcaban las líneas Madrid-Irún, Madrid-Burgos y Calatayud-Cidad Dosante. Debido a ello, la estación acogió importantes instalaciones ferroviarias. Estuvo operativa durante más de un siglo, hasta 2008, fecha en que fue clausurada y sustituida por una nueva estación de ferrocarril. El antiguo edificio de viajeros ha sido rehabilitado como el centro de ocio «La Estación».

## Situación ferroviaria
La estación, situada 856 metros de altitud, llegó a formar parte de los siguientes trazados:
- Línea férrea de ancho ibérico Madrid-Hendaya, punto kilométrico 369,787.
- Línea férrea de ancho ibérico Calatayud-Cidad Dosante, punto kilométrico 251,140.
- Línea férrea de ancho ibérico Madrid-Burgos, punto kilométrico 282,149.

## Historia

### Bajo la compañía «Norte»
La estación fue mandada construir en 1901 por parte de la compañía de los Caminos de Hierro del Norte de España, para sustituir al edificio provisional que llevaba 40 años en funcionamiento, desde la llegada del ferrocarril a la ciudad el 25 de octubre de 1860. La compañía encargó el diseño de la obra al ingeniero de caminos franco-español Enrique Grasset y Echevarría. La nueva estación, inaugurada en 1902, seguía el modelo que había fijado la estación del Norte de Madrid. Durante muchos años fue una de las principales estaciones de la línea Madrid-Irún. Desde finales de la década de 1920 las instalaciones de Burgos-Avenida coexistieron con la estación de Burgos-San Zoles, situada en las cercanías y construida por la Compañía del Ferrocarril Santander-Mediterráneo. Esta nueva línea permitió el enlace ferroviario de Burgos con el norte de la provincia, así como con Soria y Calatayud, aunque nunca se finalizaría la prevista prolongación a Santander.

### Los años de RENFE
En 1941, con la nacionalización del ferrocarril de ancho ibérico y la creación de RENFE, la estación pasó a ser gestionada por esta. En la década de 1950 el Ministerio de Obras Públicas y RENFE procedieron a una reorganización del complejo ferroviario, proceso durante el cual se unificaron las estaciones de «Burgos-Avenida» y «Burgos-San Zoles» en una sola estación de pasajeros y mercancías. En previsión de la llegada del ferrocarril directo Madrid-Burgos, la marquesina de vidrio de la estación de Norte fue eliminada. Además, RENFE construyó en 1956 un depósito-hangar de locomotoras de vapor, si bien esta reserva de tracción dependía funcionalmente del depósito de la estación de Miranda de Ebro. En julio de 1968 se inauguró la línea Madrid-Burgos, lo que convirtió a la estación en un importante nudo ferroviario. En 1985 la línea Calatayud-Cidad Dosante, cuya construcción nunca se completó en su totalidad, se clausuró al tráfico y años después sería desmantelada. 
El 1 de enero de 2005, con la extinción de RENFE, Adif pasó a ser la titular de las instalaciones ferroviarias y Renfe Operadora asumió la explotación de las líneas.

### Clausura y rehabilitación

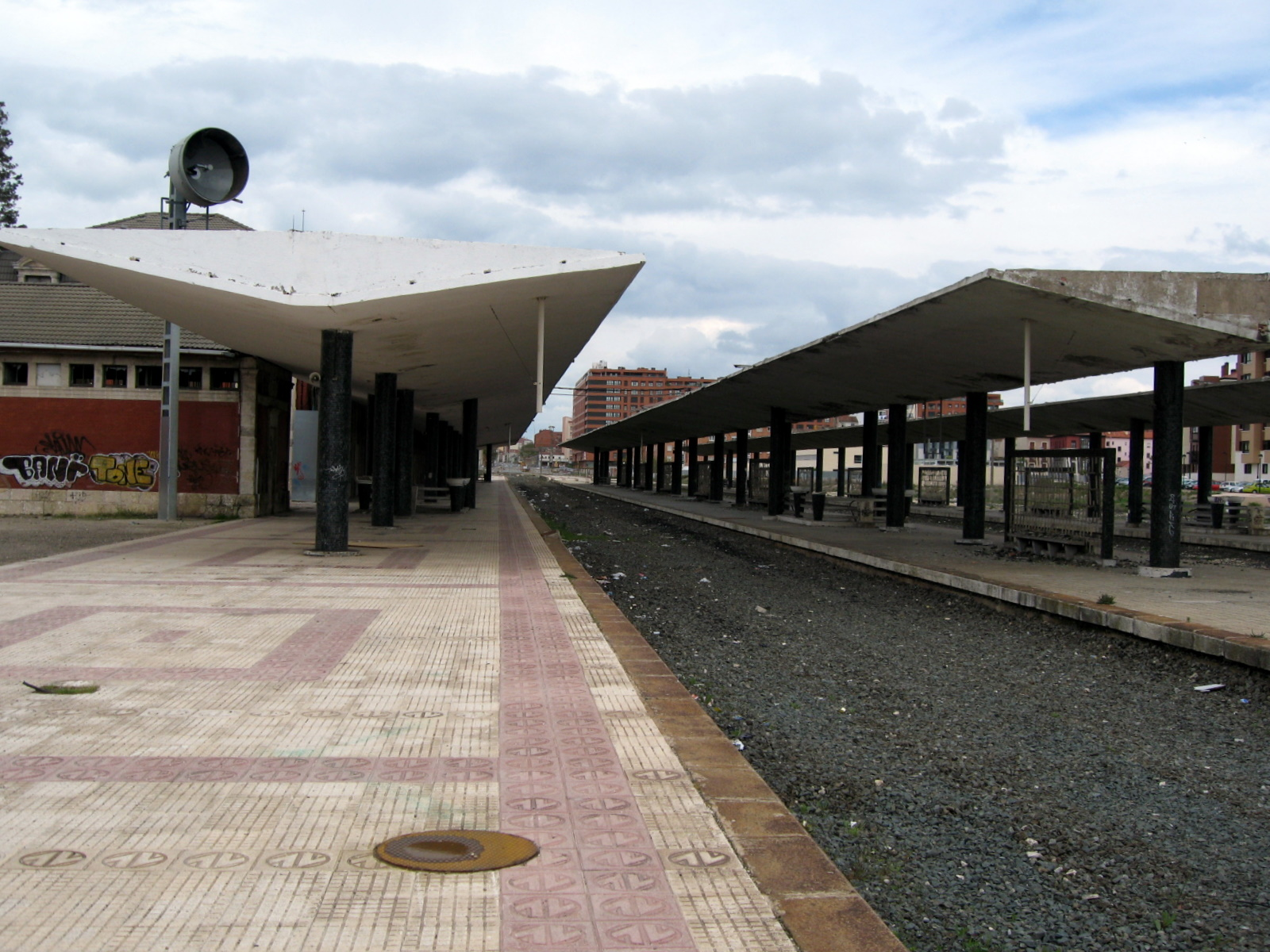
Vista de las antiguas instalaciones tras su clausura, en 2010.

La estación dejó de prestar servicios ferroviarios el 14 de diciembre de 2008, fecha en que se desvió la circulación al norte —a la nueva variante ferroviaria—, y se inauguró la nueva estación de Burgos-Rosa de Lima (actual Burgos-Rosa Manzano). Desde ese momento el antiguo edificio quedó sin uso, situación en la que se mantuvo varios años. El espacio ocupado por las antiguas instalaciones ferroviarias fue rehabilitado y pasó a constituir el llamado Bulevar del Ferrocarril. Con posteriorioridad, entre 2015 y 2016 el edificio de viajeros fue rehabilitado para servir como centro municipal de ocio infantil y juvenil, siendo inaugurado en 2017 con la denominación de «La Estación».

## La estación
El edificio de viajeros, al igual que en la mayoría de estaciones de Norte en la línea Madrid-Irún, estaba formado por tres partes diferenciadas: pabellón central con vestíbulo, venta de billetes y algunas oficinas; un cuerpo lateral izquierdo, con salas de espera y estafeta de Correos (aunque posteriormente se construiría otro edificio para el servicio postal); y un cuerpo lateral derecho, con sala de equipajes, cantina y algunos despachos de maquinistas, vigilantes o personal de Norte. El edificio, de algo más de 92 metros, está realizado con piedra y ladrillo y la cubierta es de teja plana negra.